# Rue Lecomte-Du-Nouÿ
La rue Lecomte-Du-Nouÿ est une voie du 16e arrondissement de Paris, en France.

## Origine du nom

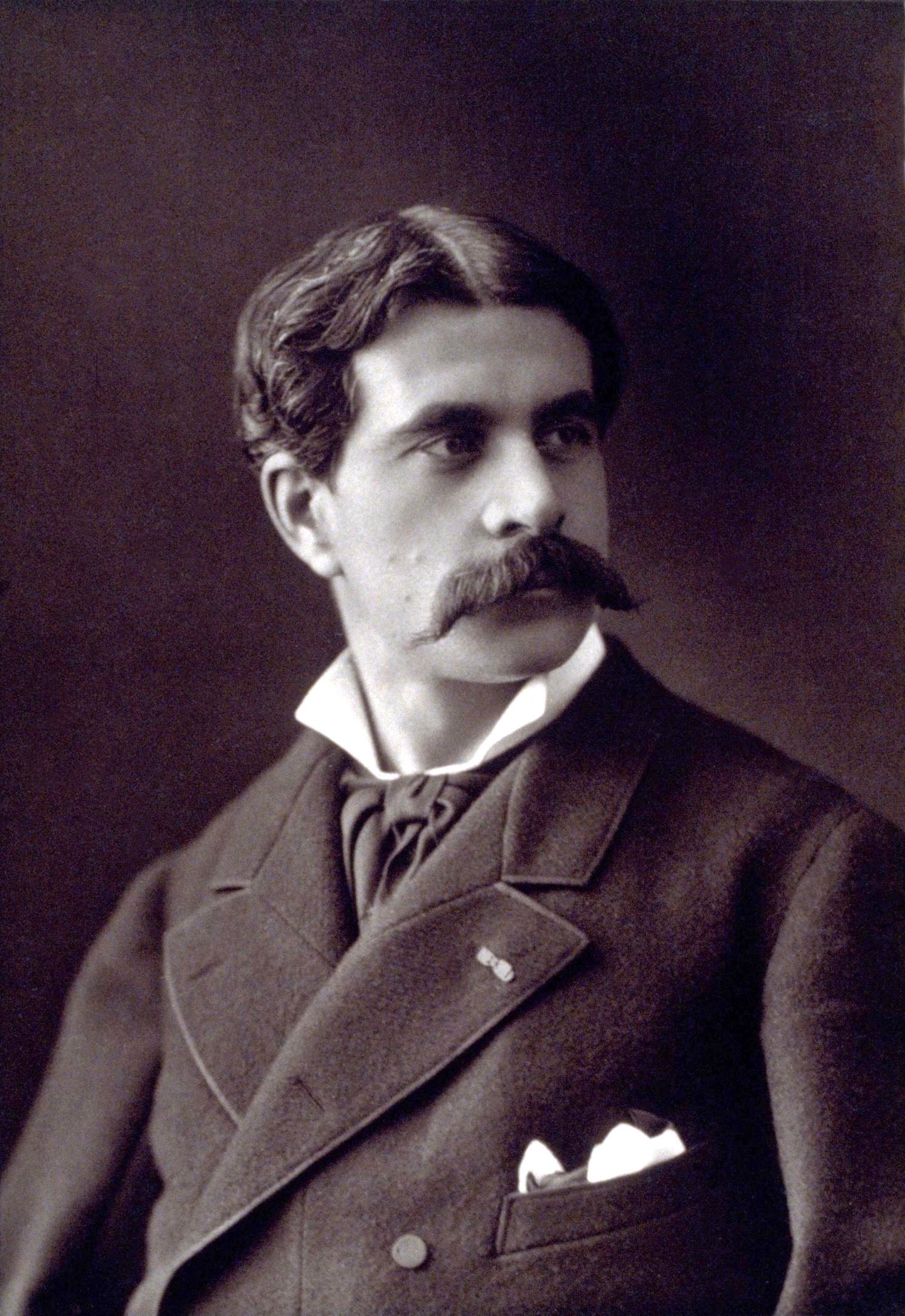
Lecomte du Nouÿ par Nadar.

La rue est nommée en l'honneur du peintre français Jean-Jules-Antoine Lecomte du Nouÿ (1842-1923).

## Historique
Dénommée par un arrêté du 25 avril 1930, cette rue est ouverte seulement en 1932 sur l'emplacement du bastion no 64 de l'enceinte de Thiers. 

## Bâtiments remarquables et lieux de mémoire
- La rue longe le lycée Claude-Bernard.